# Mitcham (London)
Mitcham ist ein Stadtteil  Londons und liegt südlich von Streatham. Es gehört zum London Borough of Merton. Bis 1965 war es eine Gemeinde im englischen County Surrey. Benachbarte Stadtteile sind Norbury, Tooting und Streatham. Die Postleitzahl von Mitcham ist CR4.

## Verkehr

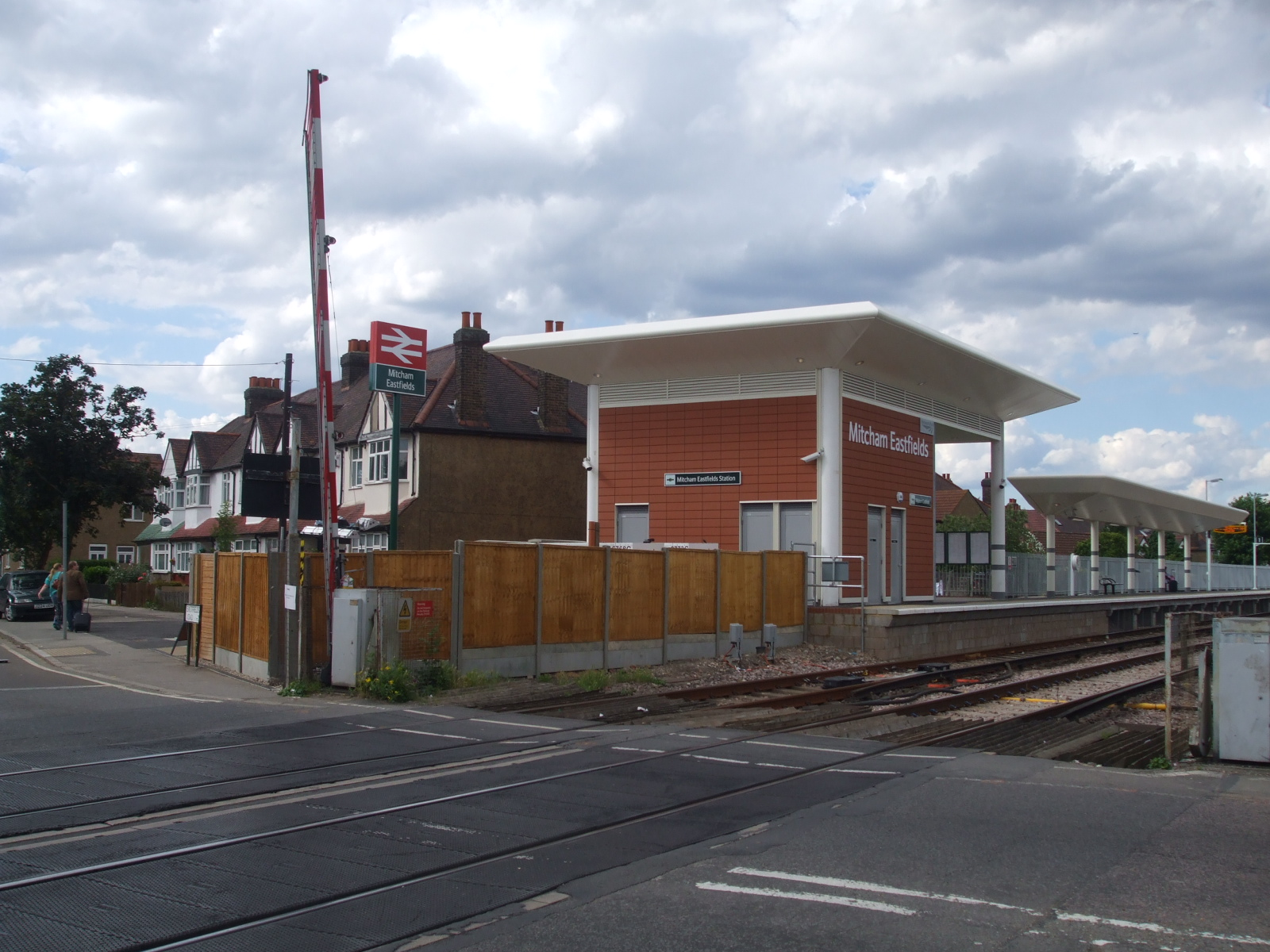
Mitcham Eastfields Station (Bahnhof)

Mitcham hat zwei Bahnhöfe, Mitcham Junction und Mitcham Eastfields. Beide werden bedient von Southern und Thameslink mit Direktverbindungen nach London Victoria Station, London Bridge (nur in Stoßzeiten), Blackfriars, City Thameslink, St Pancras Station für die innerstädtischen Bahnhöfe Londons, sowie Direktverbindungen nach St Albans, Bedford und Luton International Airport im Norden sowie Epsom, Horsham und Dorking im Süden. Die Züge der Thameslink-Strecke aus dem Zentrum Londons folgen der Schleife über Sutton und Wimbledon zurück Richtung Innenstadt.
2008 wurde die Mitcham Eastfields Station gebaut, von wo aus man nach Waterloo oder Southampton reisen kann.

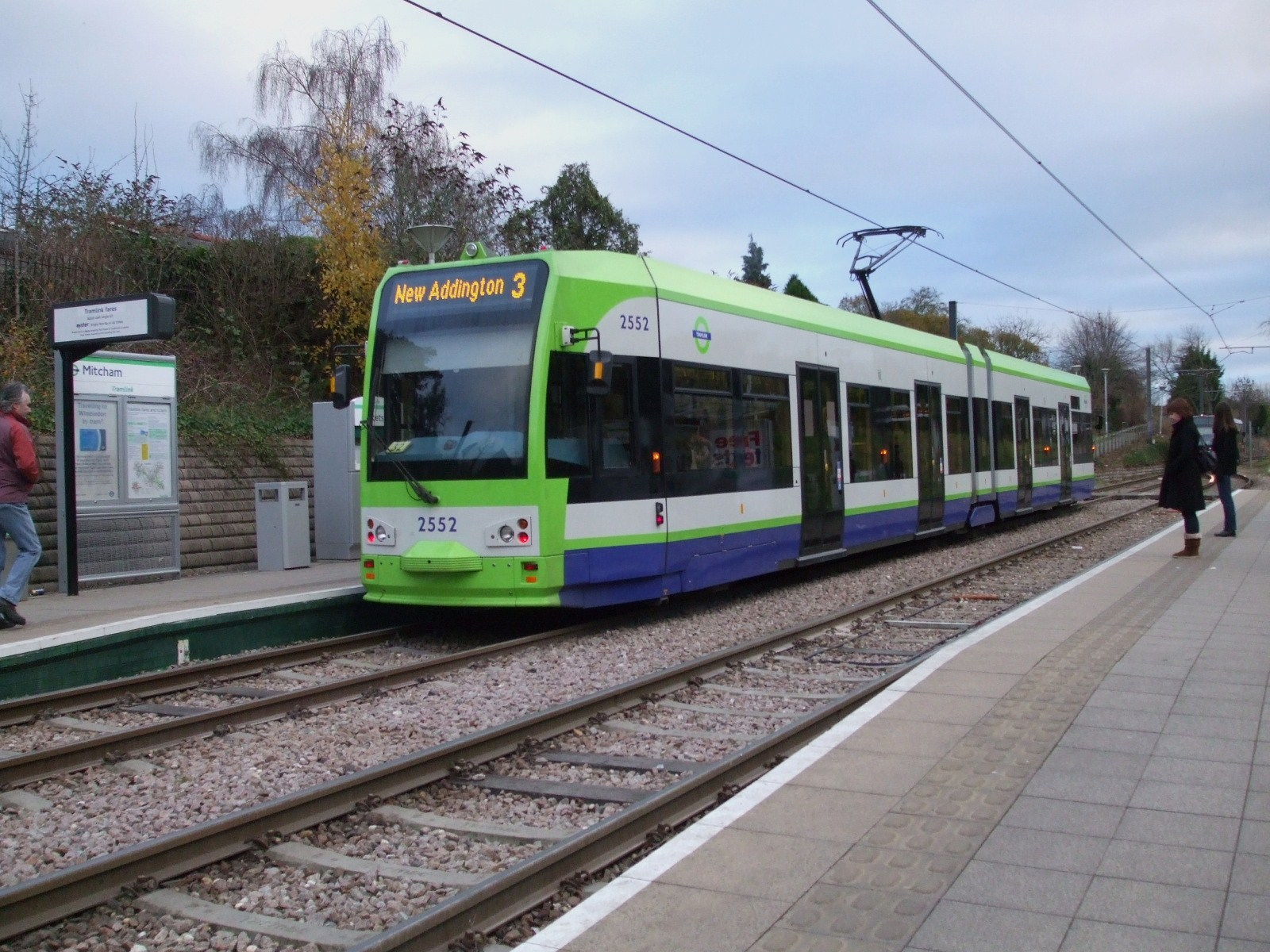
Croydon Tramlink verbindet Mitcham mit Wimbledon und Croydon

Auch London Tramlink bedient Mitcham mit vier Halten. Straßenbahnen bieten direkten Anschluss an Wimbledon, Croydon und New Addington sowie als Umsteigeverbindung über Croydon auch nach Beckenham Junction und Elmers End.

### Bus
Busverbindungen betrieben von London Buses umfassen Nachtbusse nach Aldwych und zur Liverpool Street.

## Persönlichkeiten
- Ellen Sarah Greenwood (1837–1917), Lehrerin in Neuseeland, sozial engagierte Frau und Präsidentin verschiedener von ihr mitgegründeter Organisationen